# Selected Ambient Works Volume II
Selected Ambient Works Volume II è il secondo album in studio del musicista inglese Richard David James con lo pseudonimo Aphex Twin, pubblicato nel 1994.

## Il disco
Selected Ambient Works Volume II è molto diverso dall'omonimo predecessore, che è più propriamente un album ambient techno e ha sonorità molto più vivaci e idilliache (una caratteristica che lo accomuna a molti album dello stesso genere). Le ritmiche, quando presenti, sono infatti molto più lente, e le atmosfere sono molto più vicine a quelle dell'ambient vero e proprio. Il brano Lichen ricorda molto l'album Discreet Music di Brian Eno. In molte delle tracce non viene usata la batteria, mentre viene dato largo spazio ai sintetizzatori. Selected Ambient Works Volume II non presenta una vera e propria dimensione melodica, ma si caratterizza per le composizioni basate su rintocchi armonico/percussivi e bordoni.
Secondo Simon Reynolds, l'album rappresenta un ritorno dell'ambient alla sua definizione, neutra e originaria, concepita dal suo ideatore Brian Eno, di "musica legata ai luoghi": un'affermazione comparsa per la prima volta sulla copertina del suo album On Land (1982). Tuttavia, anziché focalizzarsi su una dimensione reale, l'album di James è incentrato sulla dimensione del sogno. Oltre la metà dell'album venne realizzato sfruttando le tecniche, sviluppate dallo stesso James, per "sognare rimanendo lucidi" e la sua naturale condizione di sinestesia.
I brani dell'album hanno per titoli delle fotografie scattate da James, eccetto per il primo brano del secondo CD, chiamato Blue Calx, in cui l'immagine è composta semplicemente da uno sfondo blu. La tracklist, inoltre, non è numerata, ma composta da una serie di diversi diagrammi circolari. L'assenza dei titoli colse di sorpresa i fan di James e suscitò la loro curiosità. Successivamente, per poter riconoscere le varie tracce sono stati dati dei titoli virtuali, scelti soprattutto in base all'atmosfera delle tracce; in alcune di esse i titoli sono più di uno, ma ogni traccia ha un nome con cui è meglio conosciuta.
James tuttavia non ha mai riconosciuto l'autenticità di questi titoli e, nelle sue compilation di remix, ha incluso brani dell'album chiamandoli con il numero del brano. Per esempio, nel CD 26 Mixes for Cash, ha incluso una versione ri-masterizzata di Radiator chiamandola SAW2 CD1 TRK2, dove SAW2 sono le iniziali del nome dell'album, CD1 indica che il brano è tratto dal primo dei due dischi, e TRK2 indica che questo è il secondo brano.
Il 18 giugno 2024 Aphex e la Warp Records hanno annunciato una edizione "expanded" dell'album prevista per il 4 ottobre di quell'anno. Lo stesso giorno è stata pubblicata in streaming la traccia Stone in Focus, fino a quel momento disponibile soltanto in vinile e cassetta.

## Accoglienza
Alla sua uscita, Selected Ambient Works Volume II allontanò da Aphex Twin molti suoi fan per il drastico cambio di stile, ma gli fece acquisire nuovi ammiratori tra gli appassionati della cosiddetta "musica isolazionista" e ricevette il plauso della critica. Reynolds lo considera "magnifico e audace" nonché «un'opera dalla bellezza pietrificata e pietrificante». Pitchfork lo considerato il secondo album migliore di musica ambient mai realizzato dopo Music for Airports (1978) di Brian Eno.

## Tracce

### Disco 1
Il brano Hankie è compreso solamente nell'edizione europea.
1. Cliffs – 7:21
2. Radiator – 6:27
3. Rhubarb – 7:44
4. Hankie – 4:31
5. Grass – 8:51
6. Mould – 3:27
7. Curtain – 8:42
8. Blur – 5:02
9. Weathered Stone – 6:45
10. Tree – 9:48
11. Domino – 7:09
12. White Blur 1 – 2:37

Durata totale: 78:24

### Disco 2
1. Blue Calx – 7:16
2. Parallel Stripes – 7:55
3. Shiny Metal Rods – 5:29
4. Grey Stripe – 4:38
5. Z Twig – 2:01
6. Windowsill – 7:13
7. Stone in Focus – 10:05
8. Hexagon – 5:50
9. Lichen – 4:07
10. Spots – 7:03
11. Tassels – 7:24
12. White Blur 2 – 11:21
13. Matchsticks – 5:36

Durata totale: 85:58